# Finlands arkitekturmuseum

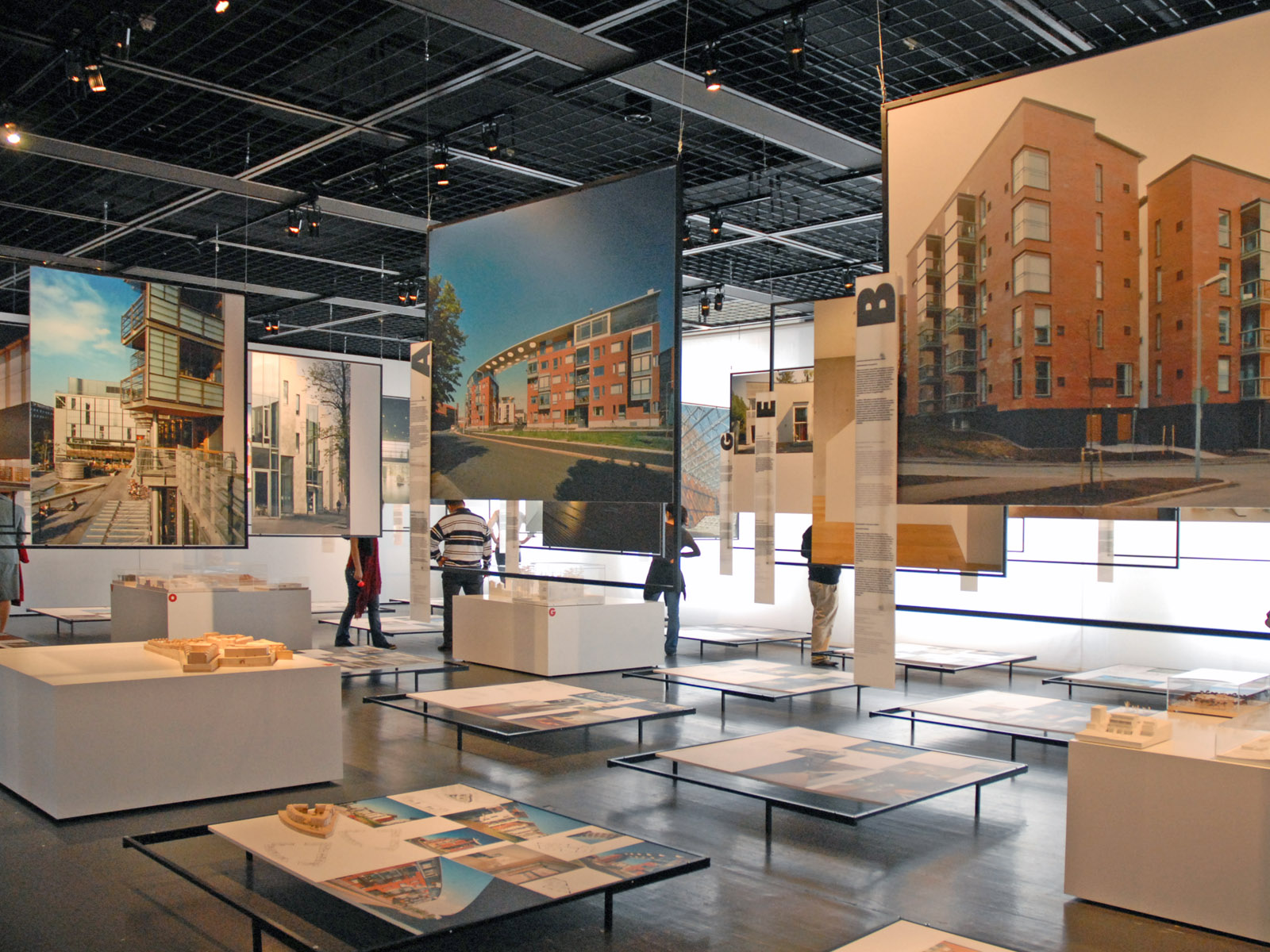
Utställningssal.

Finlands arkitekturmuseum (finska: Suomen arkkitehtuurimuseo) i Helsingfors grundades 1956 på initiativ av Finlands arkitektförbund. Det drivs av en stiftelse med statligt stöd och visst kommunalt stöd.
Museet var tidigare inrymt i en trävilla i Brunnsparken. Sedan 1981 finns det i en nyklassisitisk byggnad vid Kaserngatan i Gardesstaden i Helsingfors, vilken ritades av Magnus Schjerfbeck, färdigställdes 1899 och som ursprungligen användes av ett vetenskapligt samfund knutet till Helsingfors universitet.